# Adriana Sage
Adriana Sage (ur. 16 kwietnia 1980) – meksykańska aktorka pornograficzna i modelka. Występowała także jako Alana Moreno, Adrian Sage, Alana, Gina, Adrianna Sage, Adriana, Rosa, Adrianna, Lana, Adriana Sage i Alaura Tamis. Jej pseudonim wywodzi się z jej prawdziwego imienia i postaci Sage z serii komiksów X-Men.

## Życiorys

### Wczesne lata
Urodziła się w Meksyku. Dorastała w San Diego w Kalifornii. Adriana pracowała w lodziarni Baskin-Robbins i w szpitalu weterynaryjnym, a także dostarczała gazety siedem dni w tygodniu.

### Kariera
W wieku 18 lat ostatecznie przeprowadziła się do Riverside, gdzie pracowała jako striptizerka w pobliskim klubie. Sześć miesięcy później została zatrudniona przez menadżera talentów dla dorosłych i zaczęła pozować jako fotomodelka dla różnych magazynów dla mężczyzn. W roku 1999 mając 19 lat rozpoczęła karierę w branży pornograficznej. 
Na początku występowała głównie w scenach typu hardcore, ale z czasem coraz częściej pojawiała się w produkcjach lesbijskich typu softcore, a także w serialu Sexy Urban Legends (2002) i Hard Edge (2003) z Julianem.
W 2000 roku związała się z reżyserem, aktorem i producentem filmów porno Julesem Jordanem, z którym wzięła udział w produkcjach Pleasure Productions Bottom Feeders 2 (2000) i Lustful Latinas (2013).
Od roku 2001 prowadziła erotyczną stronę, na której zamieszczała swoje zdjęcia oraz krótkie filmy. Okazjonalnie pracowała także jako tancerka w różnych klubach dla panów.
Wystąpiła też w klipie do piosenki „P.I.M.P.” (2003) w wykonaniu raperów 50 Cent i Snoop Dogg.
W kwietniu 2007 trafiła na okładkę magazynu „Velvet”.

## Nagrody i nominacje
| Rok  | Nagroda   | Kategoria                  | Film             | Rezultat  |
| ---- | --------- | -------------------------- | ---------------- | --------- |
| 2004 | AVN Award | Najlepsza scena seksu solo | Hard Edge (2003) | Nominacja |